# Richard Trommer
Richard Trommer (nach manchen Quellen Richard Hans Trommer; * 16. Juli 1910 in Münnerstadt, nach anderer Quelle 19. April 1911; † seit 1945 verschollen, am 21. November 1950 für tot erklärt) war ein deutscher KZ-Arzt und SS-Hauptsturmführer (SS-Nummer 106.394).
Trommer war NSDAP-Mitglied von 1. Juli 1929 bis September 1931 (Austritts- bzw. Entlassungsgrund unklar) sowie erneut ab 1. Mai 1933. 1936 bestand er sein Staatsexamen in Medizin. Als Lagerarzt arbeitete er mindestens 1941 im KZ Flossenbürg, 1942–1943 im KZ Neuengamme sowie 1943–1945 im KZ Ravensbrück bei Fürstenberg/Havel.
Seit 1945 ist Trommer verschollen. Es wird ein Suizid im Mai 1945 vermutet. Das Amtsgericht Bremerhaven erklärte ihn am 21. November 1950 für tot.
Ärzte, die mit ihm in Ravensbrück zusammengearbeitet hatten, darunter Rolf Rosenthal, Percy Treite, Benno Orendi, Gerhard Schiedlausky, Walter Sonntag, wurden in Hamburg (Ravensbrück-Prozesse) beziehungsweise beim Nürnberger Ärzteprozess (Fritz Fischer, Karl Gebhardt, Herta Oberheuser) verurteilt.